# Berekua
Berekua (auch: Berricoa, Berakua und die Teilorte Grand Bay und South City) ist ein Ort im Süden von Dominica. 2010 hatte er 2288 Einwohner. Damit ist es der größte Ort im Parish St. Patrick.
Berekua gilt als kulturelle Metropole von Dominica. Es ist eine lebendige Gemeinde an der Südküste.

## Geographie
Der Ort ist umgeben von Bergen: Bois Den im Süden, Palmiste im Westen, Morne Plat Pays im Nordwesten, Morne Anglais und Morne Watt im Norden und Foundland Range im Nordosten und Osten. In den Hängen und Tälern der Berge liegen die Dörfer Bellevue, Pichelin, Montine, Tete Morne, Grand Coulibrie, Dubique und Stowe. Der Hauptort Grand Bay zeichnet sich durch die Hauptstraße Lallay aus mit der größten Siedlung. Daneben gibt es noch die Wohnplätze Mabouchay, Back Street, Hagley, Wavin Banan, Powell und Beikua, die Teil der ursprünglichen Siedlung sind. Seit dem Hurrikan David 1979 hatte sich der Ort um die neuen Siedlungen Geneva, Highland, Bala Park und Bolom vergrößert.
Etwa 40 km südlich der Küste liegt Martinique.

## Geschichte
In Grand Bay entstand Mitte der 1980er Jahre die erste Radio Station in einem Dorf von Dominica. Die Station heißt RADIO EN BA MANGO und wird von Man'I Dangleben betrieben.

## Kultur
In Grand Bay wird das kulturelle Erbe von Dominica gepflegt. Regelmäßig finden Veranstaltung mit Cadence-Lypso-Musik statt. Die Kreolsprache und die einheimischen Traditionen werden gepflegt.

## Wirtschaft
Es wird vor allem Landwirtschaft betrieben. Verschiedene Wurzelgemüse, Bananen und andere Früchte werden für den heimischen Markt und für Übersee angebaut. Es gibt eine Möbelwerkstatt und verschiedene Läden und Restaurants. Daneben werden auch Souvenirs für den Tourismus hergestellt. In Geneva gibt es eine Seifenherstellung.

## Söhne und Töchter
- Pierre Charles (1954–2004), dominicanischer Politiker